# 亨利·福尔兹
亨利·福尔兹（英語：Henry Faulds，1843年6月1日—1930年3月24日）是一位苏格兰医生、传教士和科学家，知名于发展了指纹技术。